# Melanoplus ponderosus
Melanoplus ponderosus är en insektsart som först beskrevs av Scudder, S.H. 1875.  Melanoplus ponderosus ingår i släktet Melanoplus och familjen gräshoppor.

## Underarter
Arten delas in i följande underarter:
- M. p. ponderosus
- M. p. viola

## Bildgalleri

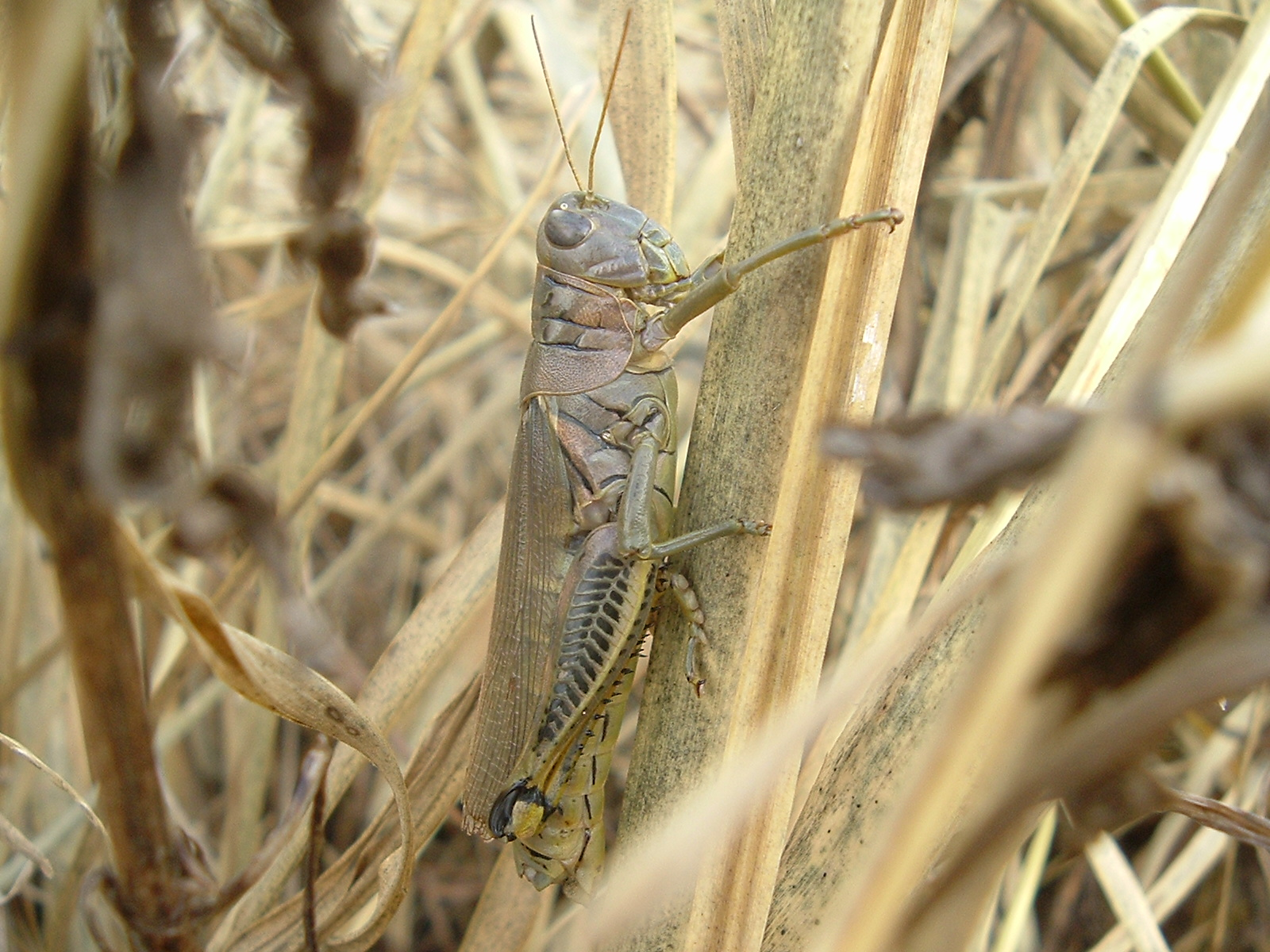